# Гемфрі Стаффорд
Гемфрі Стаффорд (англ. Humphrey Stafford; 1402 — 10 липня 1460) — англійський політичний і військовий діяч часів Війни Червоної та Білої троянд. Учасник Столітньої війни, 1-й герцог Бекінгем.

## Життєпис
Походив зі старовинного англо-нормандського аристократичного роду Стаффорд (гілка французького роду де Тосні, відомого з X ст.). Єдиний син графа Едмунда Стаффорда та Анни (доньки герцога Томаса Глостерського). По материнській лінії був правнуком англійського короля Едуарда III та троюрідним братом короля Генріха IV Ланкастера. Народився у грудні 1402 року в родинному замку Стаффорд. 21 липня 1403 року його батько загинув під час придушення повстання клану Персі. Гемфрі успадкував титул графа та всі маєтності. Опинився під опікою королеви Іоанни Наварської, а його мати протягом наступних 20 років керувала землями, виділяючи синові 1260 фунтів стерлінгів на рік.
1420 року долучився до військової кампанії короля Генріха V у Франції під час Столітньої війни. 22 квітня того ж року король посвятив його в лицарі. 1422 року був присутній під час смерті короля, після чого був одним із супровідних його труни до Англії. Того ж року вступив у володіння своїми маєтностями відповідно до рішення парламенту. У листопаді увійшов до регентської ради на чолі з герцогом Гамфрі Глостером. 1424 року намагався не втручатися у конфлікт між членами ради Глостером та Генріхом Бофором, єпископом Вінчестера, але більше симпатизував першому. У жовтні 1425 року спільно з Геріхом Чічеле, архієпископом Кентерберійським, та герцогом Педру Коїмбрським сприяв замиренню між прихильниками Глостера і Бофора. 1428 року приєднався до тих, хто виступив проти бажання Гамфрі Глостера розширити свої повноваження.
У квітні 1429 року став кавалером Ордену Підв'язки. 1430 року був присутній на французькій коронації Генріха VI Ланкастера в Парижі. Після цього був призначений генерал-лейтенантом Нормандії, губернатором Парижу та констеблем Франції. Переважно займався обороною Парижу та околиць. Він також був присутній на допиті Жанни д'Арк у Руані 1431 року; у якийсь момент під час цього процесу, як стверджує сучасник, Стаффорд спробував заколоти її ножем, і його довелося фізично стримувати. 11 жовтня того ж року стає графом Перш. 1432 року повертається до Англії.
1435 року отримав у тимчасове користування баронію Татбері, якою володів до 1443 року. У липні 1436 року разом з Гамфрі Глостером знову прибуває до Франції, маючи на меті захист Кале. Це успішно вдалося досягти, наступного року Стаффорд повернувся до Лондону. 1438 року після смерті матері отримав її частку родинних маєтків (вартістю близько 1500 фунтів стерлінгів), яку Анна Глостерська тримала як удова; успадкував землі, що були в прямій власності матері в розмірі 1200 фунтів стерлінгів. Завдяки цьому Стаффорд став одним з найбагатших землевласників Англії. Також невдовзі отримав титул графа Герефорда. Гамфрі Стаффорд став центром регіональної влади, що простягався від Ворикшира до Дербіширу. Проте він не зміг запобігти ворожнечам серед місцевої шляхти.
1439 року вів перемовини про укладання перемир'я з Францією. 1442 року його призначено капітаном міста Кале та форту Рісбанк, перебував на цій посаді до 1451 року. Проте фактично мешкав у Лондоні. 1442 року був членом комісії, яка засудила Елеонору Кобхем, дружину герцога Гамфрі Глостера, у застосуванні чаклунства. У вересні 1444 рок отримав титул герцога Бекінгема. 1445 і 1446 років представляв короля на мирних перемовинах з Францією. 1447 року за наказом парламенту і короля арештував герцога Глостера. Того ж року отримав право першості над усіма герцогами некоролівської крові.
Водночас опікувався власними маєтностями та доходами. Наприкінці 1440-х років його статки за різними підрахунками становили від 5 до 6,3 тис. фунтів стерлінгів на рік. При цьому багато шляхти та знаті були його боржниками, напочатку 1450-х років борги становили 730 фунтів стерлінгів. Також держава заборгувала йому 19 фунтів стерлінгів, оскільки він за власний кошт утримував залогу порту Кале. Як компенсацію він отримав податок на торгівлю вовною з порту Сендвіч. Водночас утримання клієнтели з дрібної шляхти коштувало йому 900 фунтів стерлінгів на рік.
1450 року призначений лордом-хранителем П'яти портів, констеблем Дуврського замку і констеблем Квінборо на острові Шеппі. 1451 року намагався дипломатією заспокоїти повстанців на чолі з Джеком Кедом, проте марно. Під час повстання та трохи згодом герцог Бекінгем на чолі власного загону виступав фактично охоронцем короля. Невдовзі намагався замирити Едмунда Бофора, герцога Сомерсета, та герцога Річарда Йоркського, чого вдалося досягти 14 лютого 1452 року.
1453 року король втратив розум, було встановлено регентство. Бекінгем брав участь у комісії, яка арештувала герцога Сомерсета. Невдовзі почалася Війна Червоної та Білої троянд. За цим Річард Йоркський став протектором королівства, а Бекінгем — стюардом. Але вже 1455 року король прийшов до тями, скасувавши регентську раду та всі призначення. Також було скликано Велику раду в Лестері, куди Бекінгем разом з іншими аристократами супроводжував короля. У Сен-Олбансі від імені короля почав перемовини з герцогом Йорком, які зрештою зірвалися. В наступній битві королівською армією фактично керував Бекінгем. Не зважаючи на попередній успіх, король зазнав поразки. Бекінгем потрапив у полон разом з Генріхом VI.
Фактичну владу перебрав Річард Йоркський. Тепер герцог Бекінгем став підтримувати його уряд. 1456 року на Великій раді в Лестері намагався досягти порозуміння між королем та герцогом Йорком. 1459 року разом з іншими лордами він відновив свою присягу на вірність королю і Едуарду, принцу Уельському. В жовтні того ж року відіграв ключову роль у перемозі королівських військ у битві біля Ладфордського мосту над військами Річарда Йорка. В результаті останній був вимушений тікати до Ірландії. Як подяку Бекінгем отримав від Генріха VI земельні володіння вартістю 800 фунтів стерлінгів на рік.
На початку 1460 року перебував з королем в Ковентрі. У цей час Річард Йоркський з прихильниками висадився в Сендвічі та невдовзі зайняв Лондон. 10 липня 1460 року в битві біля Нортгемптона королівська армія на чолі з Гемфрі Бекінгемом зазнала нищівної поразки, а він сам загинув.

## Родина
Дружина — Анна, донька Ральфа Невілла, графа Вестморланда.
Діти:
- Гамфрі (до 1425—1458). Його син Генрі став новим герцогом Бекінгем.
- Генрі (бл. 1425—1471)
- Джон(д/н —1473), 1-й граф Вілтшир
- Джордж (помер дитиною), близнюк Вільяма
- Вільям (помер дитиною), близнюк Джордж
- Едвард
- Анну (1446—1472), дружина Обрі де Вера, старшого сина Джона де Вера, графа Оксфорда
- Джоан (1442—1484), дружина віконта Вільяма Бомона
- Єлизавета
- Маргарита (бл. 1435 — д/н), дружина Роберта Дінхема
- Катерина (1437—1476), дружина Джона Талбота, 3-го графа Шрусбері